# Netomocera
Netomocera (лат.) — род паразитических наездников из семейства Pteromalidae (Chalcidoidea) отряда перепончатокрылые насекомые, в составе подсемейства Diparinae. Около 20 видов. Всесветное распространение. Главным образом, тропическая и субтропическая группа (в Европе 1 вид). Хозяева неизвестны, предположительно ими являются личинки насекомых.

## Описание
Мелкие перепончатокрылые наездники с коренастым телом. Длина самок от 0,90 до 3,25 мм (самцы от 0,75 до 2,50 мм). Основная окраска от жёлтой до чёрной. Формула члеников усиков: 1-1-1-7-3. Самки отличаются булавовидными жгутиками усика с асимметричной булавой, самцы имеют длинные нитевидные антенны, без дифференцированной булавы, и оба пола обладают субквадратным или поперечным петиолем. Самки макроптерные или брахиптерные, самцы всегда макроптерные. Оба пола имеют крупный первый тергит, занимающий как минимум половину длины брюшка

## Систематика
Род Netomocera был выделен в 1954 году чешским энтомологом Зденеком Боучеком (1924—2011) для европейского вида Netomocera setifera. Затем были описаны около десяти видов: три из Афротропики, один из Неарктики, пять Ориентальных и один Австралазиатских. В 2019 году были описаны ещё несколько видов. Самки сходны с родом Lelaps, а самцы похожи на представителей рода Dipara.
- Netomocera africana  Hedqvist, 1971 — Афротропика
- Netomocera alboscapus  Hedqvist, 1971 — Афротропика
- Netomocera amethysta  Mitroiu, 2019 — Неотропика
- Netomocera calicutensis  Sureshan, Raseena Farsana and Nikhil, 2018 — Индия
- Netomocera celebensis  Mitroiu, 2019 — Австралазия
- Netomocera cyanocephala  Mitroiu, 2019 — Австралазия
- Netomocera desaegeri  Mitroiu, 2019 — Афротропика
- Netomocera formiciformis  Mitroiu, 2019 — Неотропика
- Netomocera gloriosa  Mitroiu, 2019 — Австралазия
- Netomocera irregularis  Mitroiu, 2019 — Неотропика
- Netomocera maculata  Raseena Farsana, Sureshan and Manickavasagam, 2016 — Индия
- Netomocera masneri  Mitroiu, 2019 — Неотропика
- Netomocera merida  Mitroiu, 2019 — Неотропика
- Netomocera meridionalis  Mitroiu, 2019 — Неарктика
- Netomocera minuta  Sureshan and Nikhil, 2015 — Индия
- Netomocera nearctica  Yoshimoto, 1977 — Неарктика
- Netomocera nigra  Sureshan and Narendran, 1990 — Индия
- Netomocera ramakrishnai  Sureshan, 2010 — Индия
- Netomocera rufa  Hedqvist, 1971 — Афротропика
- Netomocera sedlaceki  Boucek, 1988 — Австралазия
- Netomocera setifera  Boucek, 1954 — Европаtypus
- Netomocera virgata  Mitroiu, 2019 — Неотропика